# کلارنس وینسون
کلارنس وینسون (انگلیسی: Clarence Vinson؛ زادهٔ july ۱۰, ۱۹۷۸ (۴۶ سال)) ورزشکار بوکس اهل ایالات متحده آمریکا است.
وی در مسابقات کشوری و بین‌المللی در مجموع برندهٔ ۱ مدال برنز شده‌است.